# إيرين مورينو
إيرين مورينو (بالإنجليزية: Irene Moreno)‏ هي مجدفة أمريكية، ولدت في 23 نوفمبر 1952 في هونتينغتون بارك في الولايات المتحدة.

## وصلات خارجية
- إيرين مورينو على موقع الاتحاد الدولي للتجديف (الإنجليزية)
- إيرين مورينو على موقع أوليمبيديا (الإنجليزية)